# Euphorbia piscidermis
Euphorbia piscidermis ist eine Pflanzenart aus der Gattung Wolfsmilch (Euphorbia) in der Familie der Wolfsmilchgewächse (Euphorbiaceae).

## Beschreibung
Die sukkulente Euphorbia piscidermis hat faserige Wurzeln und einen nahezu kugeligen Körper, der nur nach einer Verletzung des Scheitels weitere Sprosse ausbildet. Die Pflanzen werden bis 11 Zentimeter breit und bis 7,5 Zentimeter hoch und sind mit Warzen bedeckt die eine Form von diamantenförmigen und gesäumten Schuppen aufweisen. Diese stehen in etwa 13 Spiralreihen über den Pflanzenkörper verteilt.

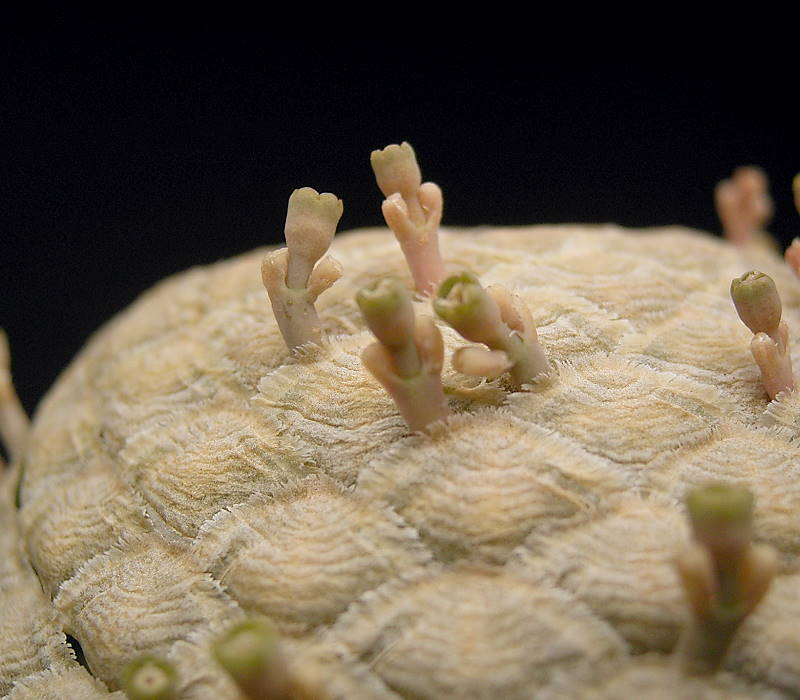
Blütendetail

Der Blütenstand besteht aus einzelnen, einfachen Cymen, die radial um den Scheitel gruppiert erscheinen. Die Blütenstandstiele werden bis 1 Zentimeter lang und tragen die 2 bis 3 Millimeter großen Cyathien. Es werden 4 oder 5 längliche Nektardrüsen am mittleren männlichen Cyathium ausgebildet, die einander sehr nahe stehen und sich berühren. Die stumpf gelappte Frucht wird etwa 2,6 Millimeter groß und ragt an einem zurückgebogenen Blütenstiel heraus. Der eiförmige Samen ist runzelig.

## Verbreitung und Systematik
Euphorbia piscidermis ist in Äthiopien in der ehemaligen Provinz Hararghe auf steinigen Kalkhängen mit flachem Bewuchs in Höhenlagen von 1000 Meter verbreitet.
Die Erstbeschreibung der Art erfolgte 1973 durch Michael George Gilbert.